# Riverside, Connecticut
Riverside är en ort (CDP) i Fairfield County, i delstaten Connecticut, USA. Enligt United States Census Bureau har orten en folkmängd på 8 416 invånare (2010) och en landarea på 6,3 km².